# 新北市立雙溪高級中學
新北市立雙溪高級中學（英語：New Taipei Municipal Shuang-Xi High School，縮寫：SXHS），簡稱:雙溪高中、雙中，是臺灣新北市市立完全中學之一。

## 歷史
- 1946年，「臺北縣立雙溪初級中學」創校，為基隆、瑞芳地區第一所初級中學，首任校長連文滔先生，學生42人。
- 1968年8月1日，實施九年國教，更名「臺北縣立雙溪國民中學」。
- 1996年8月1日，增設高中學制，改制為「臺北縣立雙溪中學」，增建教學大樓及男女學生宿舍，招收國一至高三之國中部、高中部學生。
- 2000年8月1日，更名為「臺北縣立雙溪高級中學」。
- 2001年8月起，開辦綜合高中學制。
- 2011年1月1日，改隸為「新北市立雙溪高級中學」。

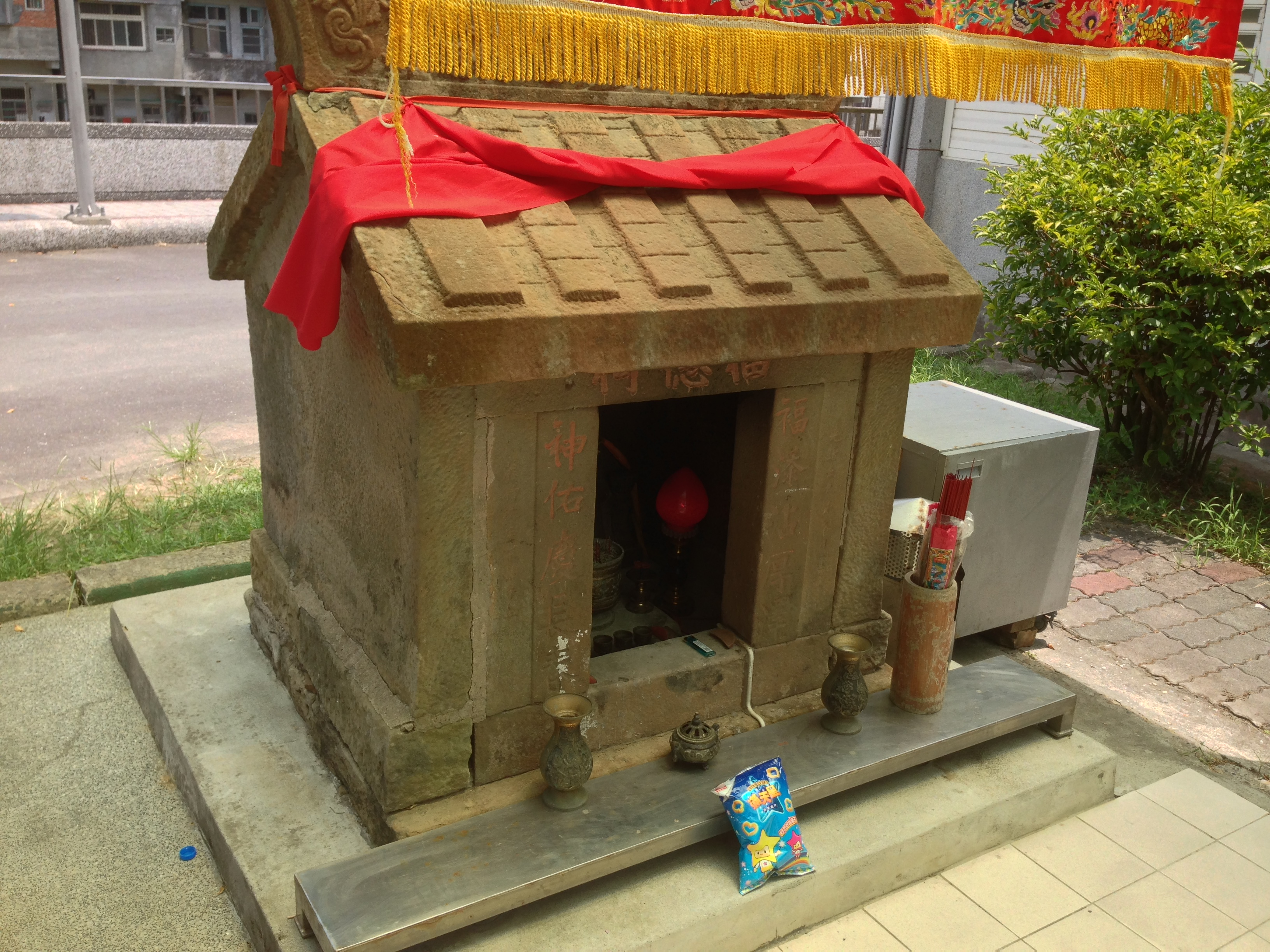
位在校園內的麻竹坑福德祠

## 歷任校長
- 連文瑫（1946年~1949年）
- 陳勁君（1949年~1950年）
- 鍾鑑明（1951年~1952年）
- 鄭小傑（1952年~1955年）
- 丁靜如（1955年~1959年）
- 關頡仝（1959年~1960年）
- 顏德懋（1960年~1961年）
- 劉新梧（1961年~1966年）
- 郝履中（1966年~1975年）
- 劉新梧（1975年~1980年）
- 廖家齊（1980年~1986年）
- 張再興（1986年~1990年）
- 林鎮坤（1990年~1994年）
- 吳松柏（1994年~1996年）
- 郭　泮（1996年~2002年）
- 黃棋楓（2002年~2006年）
- 陳崑玉（2006年~2011年）
- 柯雅菱（2011年~2015年）
- 彭盛佐（2015年~2021年）
- 葉俊士（2021年~迄今）

## 外部連結
- 新北市立雙溪高級中學 （页面存档备份，存于）